# MCLOS

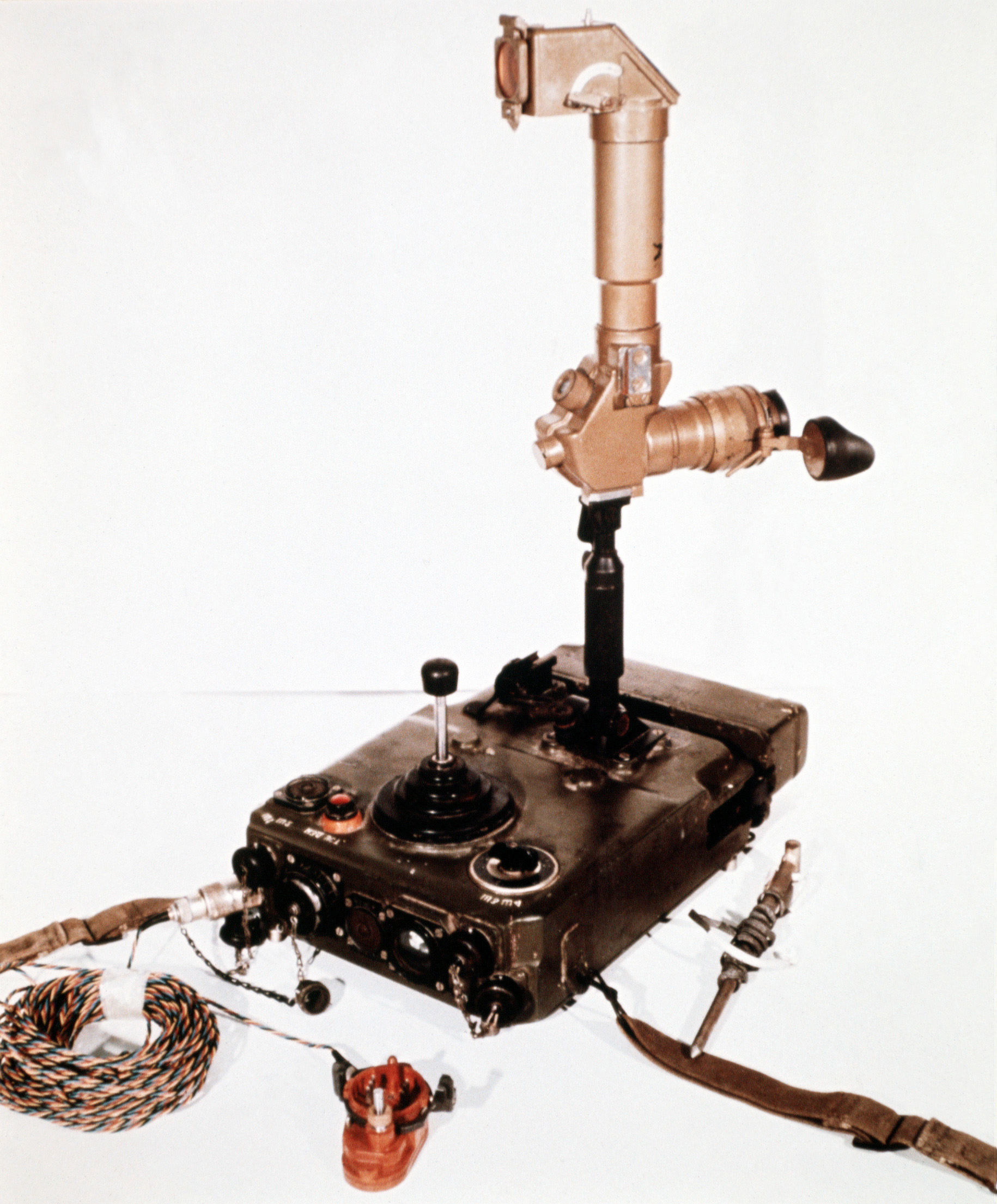
En 9P111 siktensenhet till robotsystemet Maljutka. Skytten observerar målet genom periskopet och styr roboten med joysticken.

MCLOS (Manual Command to Line of Sight) är ett mycket enkelt styrsystem för robotvapen som var vanligt på 1950- och 1960-talen. Det är enkelt och billigt att konstruera och bygga, men det kräver en välutbildad skytt och har ofta ganska dålig precision. Det är idag ersatt av andra, modernare styrsystem.

## Princip
Efter att roboten avfyrats så styr skytten roboten mot målet på samma sätt som man flyger radiostyrda modellflygplan. Skytten styr roboten med en joystick och observerar både målet och roboten genom ett förstorande sikte. Styrsignalerna skickas till roboten antingen via radiolänk eller genom en styrkabel som roboten släpper ut bakom sig. Roboten har ofta någon form av spårljus för att skytten lättare ska se den.
Siktet har oftast en streckplatta eller liknande anordning för att bedöma avståndet till målet och ibland även ett räkneverk som visar hur långt roboten har flugit beräknat på hur lång tid den har varit i luften. Med dessa hjälpmedel har skytten en viss möjlighet att styra roboten fri från buskar eller andra hinder, men skytten är fortfarande tvungen att kunna se målet för att träffa.

## Exempel på MCLOS-vapen
| Trådstyrda                  | Radiostyrda                               |
| --------------------------- | ----------------------------------------- |
| - SS.11 - Maljutka - Bantam | - Fritz X - Robot 05 - Bullpup - Blowpipe |